# The Starlighters
The Starlighters eram um grupo de cantores americanos de meados do século XX. 
O grupo foi formado em 1946, sendo Pauline Byrns, Vince Degen, Tony Paris, Howard Hudson e o futuro astro Andy Williams, todos ex-alunos do Six Hits e Miss. Williams logo saiu e foi substituído por Jerry Duane.
Byrns se aposentou de cantar em 1947. Imogene Lynn se tornou a vocalista feminina dos Starlighters em 1949.  
O grupo se apresentou principalmente como vocalistas de apoio, frequentemente apoiando Jo Stafford, bem como muitos outros artistas em vários singles.  Eles também cantaram em desenhos animados e curtas-metragens e nos filmes Song of Idaho (1948 - sem créditos) e em Honeychile (1951) e With a Song in My Heart (1952). Os Starlighters apareceram no rádio no The Chesterfield Supper Club e na televisão no The Jo Stafford Show.  